# Au rythme de la vie
Production
Diffusion
Au rythme de la vie (Gute Zeiten, schlechte Zeiten) (littéralement Les Bons et les mauvais moments ou Les hauts et les bas) est un feuilleton allemand créé par Reg Watson et diffusé depuis le 11 mai 1992 sur RTL Television. C'est la version allemande d'un feuilleton néerlandais Goede tijden, slechte tijden, lui-même remake du feuilleton australien The Restless Years (en).
En Belgique, le feuilleton est diffusé depuis le 2 juillet 2018 sur La Une puis à partir du 30 avril 2020 sur La Deux. En France, elle est diffusée depuis le 9 juillet 2018 sur France 2. La diffusion démarre à partir de l'épisode 6 063.
Le feuilleton jouit d'une certaine notoriété au-delà de ses frontières grâce à l'histoire d'amour contrariée de deux de ses héros masculins principaux, Lenny et Carsten.

## Fiche technique
- Titre original allemand : Gute Zeiten, schlechte Zeiten
- Titre français : Au rythme de la vie
- Création : Reg Watson
- Production : Marie Hölker, Guido Reinhardt, Rainer Wemcken
- Société de production : UFA Serial Drama
- Pays de production :  Allemagne
- Langue d'origine : allemand
- Chaîne d'origine : RTL
- Genre : feuilleton
- Durée : environ 24 minutes
- Dates de première diffusion :
  - Allemagne : 11 mai 1992 sur RTL Television
  - Belgique : 2 juillet 2018 sur La Une puis 30 avril 2020 sur La Deux.
  - France : 9 juillet 2018 sur France 2
- Public : Tout public

## Distribution
- Wolfgang Bahro (de) : Prof. Dr Hans-Joachim Gerner, dit « Jo » (depuis 1993)
- Daniel Fehlow (de) : Leon Moreno (1996-1999 et depuis 2001)
- Felix von Jascheroff (de) : John Bachmann (depuis 2001)
- Ulrike Frank (VF : Fabienne Loriaux) : Katrin Flemming (depuis 2002)
- Linda Marlen Runge : Andrea "Anni" Brehme (2013-2018)
- Anne Menden (de) (VF : Fanny Dreiss) : Emily Wiedmann (depuis 2004)
- Jörn Schlönvoigt (de) : Philip Höfer (depuis 2004)
- Thomas Drechsel (de) (VF : Brieuc Lemaire) : Max Krüger, dit « Tuner » (depuis 2009)
- Clemens Löhr (de) : Alexander Cöster (depuis 2009)
- Kristin Meyer : Iris Cöster (de 2007 à 2010)
- Eva Mona Rodekirchen (de) : Maren Seefeld (depuis 2010)
- Iris Mareike Steen (de) (VF : Valérie Marchant) : Liljane Seefeld, dite « Lilly » (depuis 2010)
- Felix van Deventer (de) : Jonas Seefeld (depuis 2014)
- Valentina Pahde (VF : Ludivine Deworst) : Sunny Richter (depuis 2015)
- Thaddäus Meilinger (de) : Felix Lehmann (depuis 2016)
- Niklas Osterloh (de) : Paul Wiedmann (depuis 2016)
- Maria Wedig (de) : Nina Klee (depuis 2017)
- Gamze Senol (de) : Shirin Akinci (depuis 2017)
- Patrick Heinrich (de) : Erik Fritsche (depuis 2018)
- Annabella Zetsch (de) : Brenda Schubert (depuis 2018)
- Olivia Marei (de) : Antonia "Toni" Ahrens (depuis 2018)
- Timur Ülker (de) : Nihat Güney (depuis 2018)
- Gisa Zach (de) : Yvonne Bode (depuis 2019)
- Nils Schulz (de) : Robert Klee (depuis 2019)
- Ronja Herberich (de) : Merle Kramer (depuis 2020)